# Waisea Nacuqu
Waisea Nacuqu (24 de maio de 1993) é um jogador de rugby fijiano, que joga na posição de back.

## Carreira
Nacuqu é da aldeia de Votua, perto do município de Ba, perto da margem do rio Ba. Ele se recusou a voltar para a escola depois da 7ª série na Escola Católica de Votua e jogou futebol pelo Tavua e rugby pelos Westfield Tokatoka Barbarians em Nadi. Ele é conhecido como "game breaker" e em muitas ocasiões marcou tries vencedores de partidas.
Fez parte do elenco da Seleção Fijiana de Rugby Sevens Masculino nos Jogos Olímpicos de Verão de 2020 em Tóquio, conquistando a medalha de ouro. Nacuqu também fez parte da equipe de sevens de Fiji que ganhou uma medalha de prata nos Jogos da Commonwealth de 2022. Mais tarde, ele ganhou uma medalha de ouro na Copa do Mundo de Rugby Sevens de 2022 na Cidade do Cabo.